# Natalbany
Natalbany és una població dels Estats Units a l'estat de Louisiana. Segons el cens del 2000 tenia 1.739 habitants.

## Demografia
Segons el cens del 2000, Natalbany tenia 1.739 habitants, 714 habitatges, i 411 famílies. La densitat de població era de 151,9 habitants/km².
Dels 714 habitatges en un 31,8% hi vivien nens de menys de 18 anys, en un 38% hi vivien parelles casades, en un 16,7% dones solteres, i en un 42,4% no eren unitats familiars. En el 27,7% dels habitatges hi vivien persones soles el 6,6% de les quals corresponia a persones de 65 anys o més que vivien soles. El nombre mitjà de persones vivint en cada habitatge era de 2,44 i el nombre mitjà de persones que vivien en cada família era de 3,06.
Per edats la població es repartia de la següent manera: un 26% tenia menys de 18 anys, un 22,1% entre 18 i 24, un 27,1% entre 25 i 44, un 15,5% de 45 a 60 i un 9,4% 65 anys o més.
L'edat mediana era de 26 anys. Per cada 100 dones de 18 o més anys hi havia 83,3 homes.
La renda mediana per habitatge era de 25.108 $ i la renda mediana per família de 29.120 $. Els homes tenien una renda mediana de 25.938 $ mentre que les dones 15.799 $. La renda per capita de la població era de 12.815 $. Entorn del 17,4% de les famílies i el 25% de la població estaven per davall del llindar de pobresa.

## Poblacions més properes
El següent diagrama mostra les poblacions més properes.